# Економіка Узбекистану

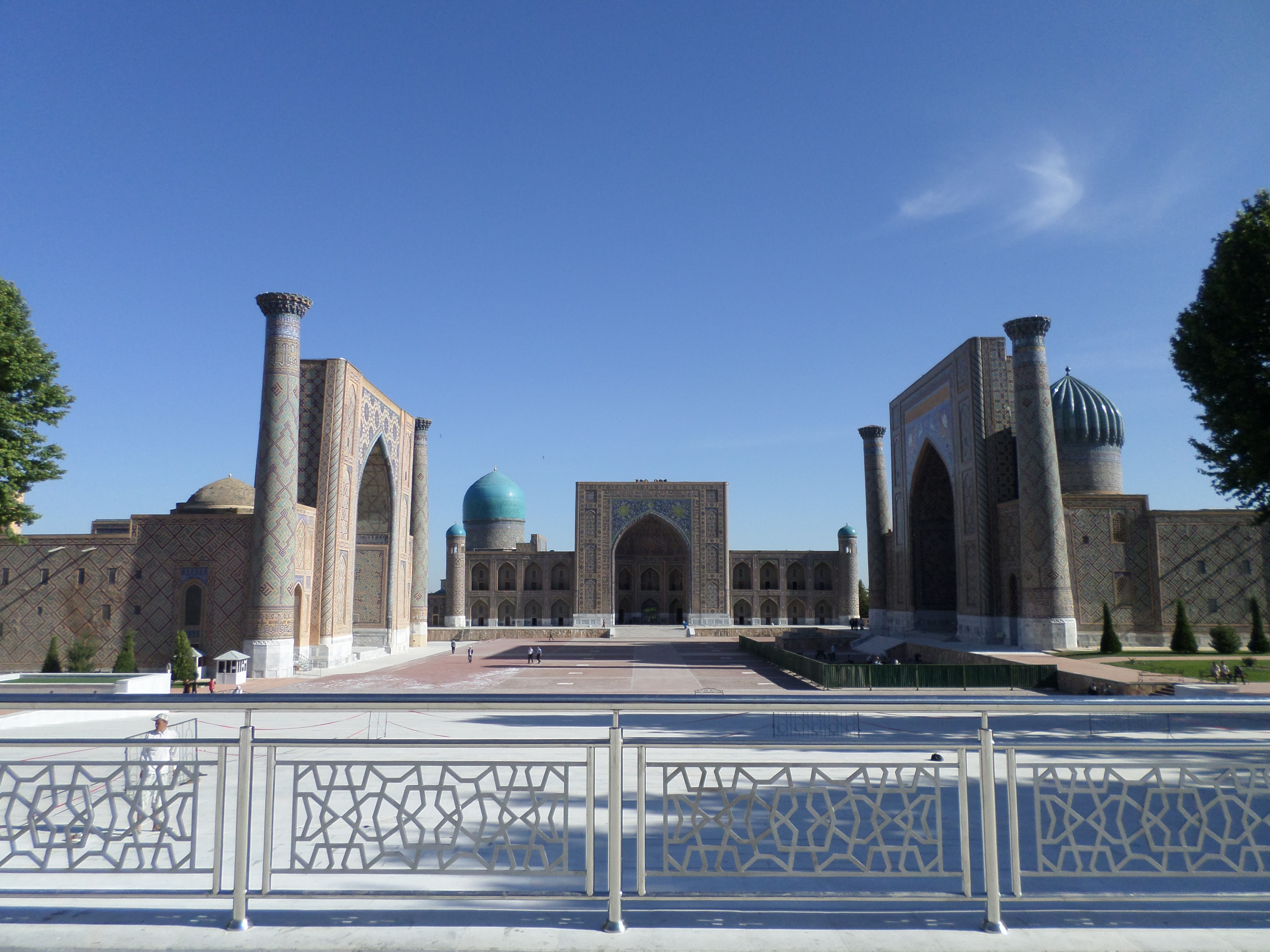
Самарканд

Узбекистан — індустріально-аграрна країна. Основні галузі промисловості: гірнича, газова, легка, харчова, хімічна, машинобудівна, електроенергетика, кольорова, чорна металургія, паливна і нафтохімічна. Транспорт — автомобільний, залізничний, трубопровідний, річковий, повітряний. Приблизно 80 % всіх вантажообігу в Узбекистані припадає на залізниці. Мережа залізниць загальною протяжністю бл. 3400 км зв'язує республіку з сусідніми країнами. Є також 63 000 км шосейних доріг, але число доріг з твердим покриттям невелике. Найважливіші з них — шосе Ташкент — Термез, Ташкент — Бухара — Муйнак, Ташкент — Коканд. Майже кожне велике місто Узбекистану має свій аеропорт. Ташкентський міжнародний аеропорт здійснює регулярне повітряне сполучення з багатьма країнами, включаючи Росію, Німеччину, Туреччину, Велику Британію, Нідерланди, Індію і США.

## Історія
За даними [Index of Economic Freedom, The Heritage Foundation, U.S.A. 2001]: ВВП — $ 24 млрд. Темп зростання ВВП — 4,4 %. ВВП на душу населення — $1007. Прямі іноземні інвестиції — $ 55 млн. Імпорт — $ 7,3 млрд (г.ч. РФ — 16 %; Південна Корея — 11 %; Німеччина — 8,4 %; США — 7,4 %; Туреччина — 6 %). Експорт — $ 7,6 млрд (г.ч. РФ — 14 %; Швейцарія — 10 %; Велика Британія — 10 %; Бельгія — 4,2 %; Казахстан — 3,5 %).

## Промисловість і сільське господарство
У 1980-і роки основним промисловим центром країни була Ташкентська область, де вироблялося понад 40 % всієї промислової продукції і 20 % сільськогосподарської продукції республіки. Ферганська долина, що займає 5 % території Узбекистану, дає понад 30 % всього виробництва бавовни. Це також важливий район шовківництва, городництва, садівництва і переробки фрукти; тут же зосереджено видобуток і переробку нафти. Ще один важливий сільськогосподарський район Самаркандська і Кашкадар'їнська області, де на базі скотарства виробляється велика кількість вовни. Природний газ добувається в основному в пустелі Кизилкум і районі Бухари. Каракалпацька автономна республіка відрізняється високою культурою вирощування рису і бавовни. Скотарство і виробництво каракулю поширені на всій території Узбекистану.
Машинобудування в Узбекистані виникло головним чином в післявоєнний період. Під час Вітчизняної війни сюди було евакуйовано понад 100 промислових підприємств з Європейської частини СРСР. Однак попри те, що евакуація сприяла диверсифікації господарства республіки, велика частина промислового потенціалу Узбекистану залишається пов'язаною із землеробством і переробкою бавовнику. Іноземні інвестиції і технічна допомога в автомобілебудуванні (Андіжан), електроніці (Самарканд), виробництві одягу (Ташкент) дозволяють сподіватися на подальший промисловий розвиток Узбекистану.
У виробництві бавовни широко використовується напіврабська праця студентів, працівників бюджетної сфери, зокрема освіти й медицини, дітей та ін.
У сільському господарстві зайнято 27 % робочої сили Узбекистану і дає воно 17,4 % ВВП (дані за 2012 рік). Землеробство — 4,4 мільйони гектарів, або близько 10 % загальної площі Узбекистану. Хоча рівень офіційного безробіття є дуже низьким, рівень неповної зайнятості, особливо в сільській місцевості, становить принаймні 20 %.

## Видобувна промисловість та корисні копалини

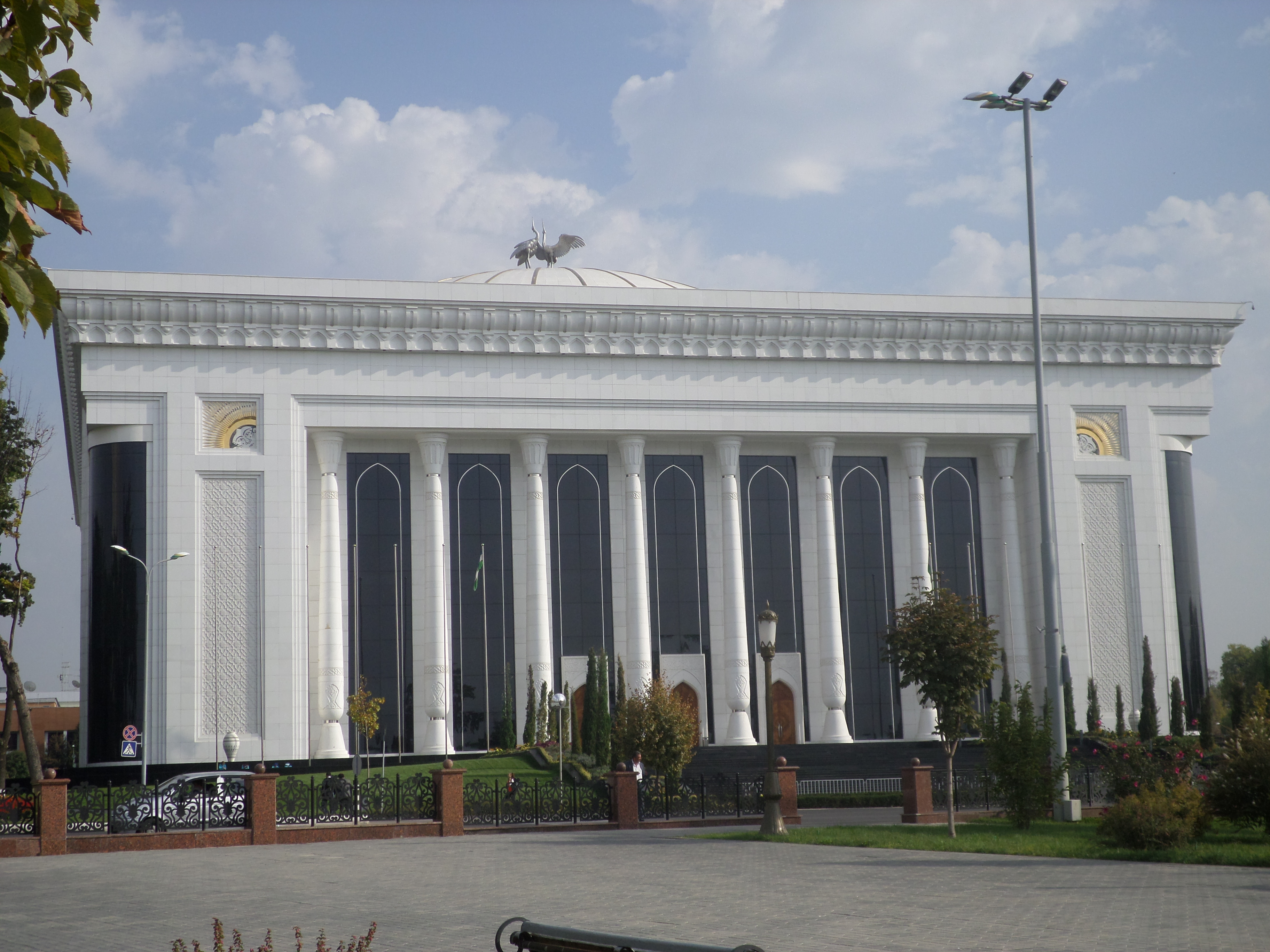
Ташкент, столиця Узбекистану.

Основним енергетичним ресурсом республіки є природний газ, видобуток якого зосереджений головним чином в районах Газлі і Карші. Нафта добувається переважно у Ферганській долині і в Бухарській області. На початку 1992 в західній частині Ферганської долини відкрите нове родовище нафти, за попередніми оцінками, одне з найбільших у світі. Узбецька національна газова компанія "Uzbekneftegaz" посідає 11 місце в світі з виробництва природного газу, річний обсяг виробництва 60—70 млрд куб. м. У країні є значні невикористані запаси нафти і газу: у Узбекистані 194 родовища вуглеводнів, у тому числі 98 конденсатів та родовищ природного газу та 96 газових конденсатних родовищ. Найбільшими корпораціями, що беруть участь у енергетичному секторі Узбекистану, є Китайська національна нафтова корпорація (CNPC), Petronas, Корейська національна нафтова корпорація, Газпром, Лукойл та Узбекнефтегаз. Законодавство, серед іншого, дає можливість видобутку надр на умовах угоди про розподіл продукції. Видобуток кам'яного вугілля проводиться під Ташкентом, Денау і в Ферганській долині. Ведеться також промислова розробка родовищ кольорових металів, включаючи цинк, мідь, свинець, вольфрам, і неметалічних корисних викопних — польового шпату, кварцу, вапняку, бірюзи. У басейні р. Зеравшан і в Кизилкумах добувається золото. Узбекистан має четверті за величиною золотоносні родовища в світі. Країна видобуває 80 тонн золота щорічно (сьома у світі). Родовища міді на десятому місці в світі, а урану — на дванадцятому. Виробництво урану в країні посідає сьоме місце в усьому світі. Повідомлялося про видобуток урану в Ферганській долині.

## Приватизація та інвестиції
У проведенні приватизації та інших економічних реформ Узбекистан займає набагато обережнішу позицію, ніж Казахстан і Киргизстан, оскільки уряд побоюється соціальної і політичної нестабільності. У 1994 почався продаж з аукціону деяких підприємств сфери обслуговування. У сільському господарстві приватизація протікає повільніше, ніж в торгівлі і сфері послуг. Стратегічні галузі економіки, такі, як важка промисловість, експортне сільське господарство, нафтова промисловість, мається намір залишити в руках держави. Проте в 1998 майже 30 % ВВП Узбекистану було вироблений в приватному секторі. Список підприємств, які продаються в 2001–2002 включає 1244 підприємства. Зокрема, це Узбекнафтогаз, Узтрансгаз, Узгеонафтогазвидобуток, Узбурнафтогаз, Узнафтопереробка, Узнафтопродукт, Узнафтогазмаш, Узавтогаз.
На початку XXI ст. (2001) Узбекистан згідно з урядовою програмою реалізує бл. 110 інвестиційних проекти загальною сумою інвестицій US$909,86 млн. З них US$727,01 млн — позики, які гарантує уряд. Найбільші сторонні інвестиції — US$179,84 млн здійснені в паливно-енергетичний сектор. Інші US$456,62 млн інвестовано в сектор виробництва електрики.

## Енергетика
Виробництво електроенергії — 51 млрд кВт·год у 1992 р., г.ч. на ТЕС. Виробництво електроенергії у 2015 році становило 59 млрд кВт·год.